# Nasonia giraulti
Nasonia giraulti är en stekelart som beskrevs av Darling 1990. Nasonia giraulti ingår i släktet Nasonia och familjen puppglanssteklar. Inga underarter finns listade i Catalogue of Life.